# Лига чемпионов АФК 2022. Квалификация
Квалификация Лиги чемпионов АФК 2022 определила 7 оставшихся команд, которые присоедились к 33-ём в групповом этапе. Пройдёт с 8 по 15 марта 2022 года.

## Формат
Первоначально в мини-турнире должны были сыграть 16 команд, однако 2 из них снялись с Лиги чемпионов досрочно. 14 оставшихся будут разделены по зонам и сыграют два раунда (предварительный только для команд востока).

## Команды
14 команд разделены на два региона (Западный и Восточный) и разыгрывают два раунда:
- 2 команды в первом раунде.
- 12 команд в раунде плей-офф.

| Регион | Команды начинают с Плей-офф раунда                                                                  | Команды начинают с Предварительного раунда |
| ------ | --------------------------------------------------------------------------------------------------- | ------------------------------------------ |
| Запад  | - Аль-Таавун - Бани Яс - Шарджа - Аль-Завраа - Насаф - Аль-Джаиш                                    |                                            |
| Восток | - Чанчунь Ятай - Виссел Кобе - Ульсан Хёндэ - Тэгу - Бурирам Юнайтед - Порт Ф.К. - Мельбурн Виктори | - Сидней - Кая - Шан Юнайтед               |

## Предварительный раунд
| Сидней                                                  | 5:0 | Кая |
| ------------------------------------------------------- | --- | --- |
| Бухагьяр 30′ · Бобо 47′, 49 (пен.)′ · Ле Фондр 71′, 81′ |     |     |

| Мельбурн Виктори | Отменён | Шан Юнайтед |
| ---------------- | ------- | ----------- |
|                  |         |             |

## Плей-офф раунд

### Восток
| Ульсан Хёндэ                                           | 3:0 | Порт Ф.К. |
| ------------------------------------------------------ | --- | --------- |
| ЧХЭ Ги-Юн 19'; ОМ Вон-сан 83'; Леонардо Л. 87' (пен.). |     |           |

| Виссел Кобе                               | 4:3 | Мельбурн Виктори                 |
| ----------------------------------------- | --- | -------------------------------- |
| Иньеста 6'; Осако 80', 87'; Линкольн 96'. |     | Д'Агостино 12', 71'; Фолами 90'. |

| Тэгу                                          | 1:1 | Бурирам Юнайтед                                      |
| --------------------------------------------- | --- | ---------------------------------------------------- |
| Сезинья 120'+1'.                              |     | Болинги 120'.                                        |
| Пенальти                                      |     |                                                      |
| Да Силва · Ким Джин-хёк · Ли Гын Хо · Судзуки | 3:2 | Лаптракул · Муеанта · Бунматан · Хайпракон · Болинги |

| Чанчунь Ятай | Отменён | Сидней |
| ------------ | ------- | ------ |
|              |         |        |

### Запад
| Аль-Таавун                                      | 1:1 | Аль-Джаиш                                    |
| ----------------------------------------------- | --- | -------------------------------------------- |
|                                                 |     |                                              |
| Пенальти                                        |     |                                              |
| Аль-Сабхи · Тавамба · Хавсави · Кассио · Медран | 5:4 | Аль-Салих · Хамад · Аль-Турк · Мешлеб · Амер |

| Аль-Шарджа                                                  | 1:1 | Аль-Завраа                                               |
| ----------------------------------------------------------- | --- | -------------------------------------------------------- |
| Аль-Салих 59' · Бавазир 89' (пен.).                         |     | Абдул-Амир 60'.                                          |
| Пенальти                                                    |     |                                                          |
| Бавазир · Шукуров · Салех · Кайо · Абдулбасит · Абдулрахман | 6:5 | Сартип · Абдул-Амир · Туиль · Реда · Камил Махди · Хасан |

| Бани Яс | 0:2 | Насаф                       |
| ------- | --- | --------------------------- |
|         |     | Насруллоев 27' Норчаев 75'. |